# Habsburg Mária Magdolna főhercegnő
Ausztriai Mária Magdolna (németül: Maria Magdalena von Österreich; Bécs, Habsburg Birodalom, 1689. március 26. – Bécs, Habsburg Birodalom, 1743. május 1.), Habsburg-házból származó osztrák főhercegnő, I. Lipót német-római császár és harmadik felesége, Pfalz–Neuburgi Eleonóra Magdolna legfiatalabb életben maradt leánya, a későbbi I. József és VI. Károly császárok húga. Hajadonként a császári udvarban élt élete végéig, nem születettek gyermekei.

## Élete

### Származása, testvérei
Édesapja I. Lipót német-római császár és magyar király, édesanyja Pfalz–Neuburgi Eleonóra hercegnő volt. Két bátyja, a későbbi I. József és VI. Károly császárok, magyar királyok és két nővére, Mária Erzsébet és Mária Anna főhercegnők érték meg a felnőttkort. Apja első házasságából volt még egy nővére is, Mária Antónia főhercegnő, aki 1685-ben II. Miksa Emánuel bajor választófejedelem felesége lett.

### A hajadon főhercegnő
Mária Magdolna egész életében visszavonultan élt a bécsi udvarban, még férjhez sem ment. Életéről nagyon kevés adat maradt fenn. Az 1700-as évek elején születtek ugyan olyan tervek, melyek szerint a fiatal főhercegnőt a portugál királyi családba adják férjhez (nővére, Mária Anna 1708-tól V. János portugál király felesége volt), ezek azonban nem sokkal később kudarcba fulladtak. Mária Magdolna ezután már hajadon maradt, és gyermekeket sem szült. Nagyon szoros kapcsolat fűzte unokahúgához, Mária Terézia főhercegnőhöz, III. Károly magyar király leányához, akivel haláláig bensőséges kapcsolatban maradt.

### Halála
Mária Magdolna még megélhette bátyjának, III. Károly magyar királynak elhunytát, Mária Terézia királynő trónra lépését, majd az osztrák örökösödési háború kirobbanását is. 1743 tavaszán azonban tüdőgyulladást kapott, és nem sokkal később, 1743. május 1-jén, 54 éves korában Bécsben meghalt. A Habsburg-család hagyományos temetkezőhelyén, a bécsi kapucinusok templomának kriptájában (Kapuzinergruft) temették el, csecsemőkorban meghalt unokaöccse, Lipót János főherceg és anyja, Pfalz–Neuburgi Eleonóra császárné mellett.

## Külső hivatkozások
- Constantin Wurzbach: Biographisches Lexikon des Kaisertums Österreich, Wien, 1861, Vol. VII, p. 58 (Online változat)